# طريق الملك خالد
طريق الملك خالد يقع غرب مدينة الرياض في المملكة العربية السعودية، ويعتبر مخرج1 وهو طريق سريع يبدأ من مبنى وزارة الخارجية قرب شارع التخصصي إلى مخرج طريق الملك سلمان.

## التقاطعات
يمر من خلاله بعض الطرق:
- طريق المعذر
- طريق الأمير تركي بن عبد العزيز الأول
- شارع أم الحمام
- الطريق السريع 40 (طريق مكة)
- طريق العروبة
- طريق الملك عبد الله
- طريق الإمام سعود بن عبد العزيز بن محمد
- طريق الدائري الشمالي
- طريق الإمام سعود بن محمد بن مقرن
- طريق الملك سلمان (طريق المطار)